# Onosma apiculatum
Onosma apiculatum är en strävbladig växtart som beskrevs av Harald Harold Udo von Riedl. Onosma apiculatum ingår i släktet Onosma och familjen strävbladiga växter. Inga underarter finns listade i Catalogue of Life.